# 마야 어스킨
마야 어스킨(Maya Erskine, 1987년 5월 7일 ~ )은 미국의 배우, 성우이다.

## 참여 작품

### 영화
- 와인 컨트리
- 스쿠비!
- DC 리그 오브 슈퍼-펫

### 텔레비전
- 하트 오브 딕시
- 보잭 홀스맨
- 밥스 버거스
- 로봇 치킨
- 오비완 케노비 (드라마)